# Polystachya bicarinata
Polystachya bicarinata är en orkidéart som beskrevs av Alfred Barton Rendle. Polystachya bicarinata ingår i släktet Polystachya och familjen orkidéer. Inga underarter finns listade i Catalogue of Life.